# 7. januar
7. januar er dag 7 i året, i den gregorianske kalender. Der er 358 dage tilbage af året (359 i skudår).
- Knuds dag, opkaldt efter Erik Ejegods søn Knud Lavard, der var grænsejarl i Sønderjylland og dræbtes på denne dag i 1131. 38 år efter mordet på Knud Lavard fik hans søn, Valdemar den Store, paven til at helgenkåre faderen.

### Begivenheder
Født – Dødsfald
- 1131 – Erik Ejegods søn Knud Lavard myrdes.
- 1325 – Alfonso IV bliver konge af Portugal.
- 1558 – Frankrig erobrer under Den italienske krig Calais, den sidste engelske besiddelse på det europæiske kontinent.
- 1566 – Pius V bliver ny pave efter Gregor 13.'s død.
- 1598 – Boris Godunov overtager tronen i Rusland.
- 1610 – Astronomen Galileo Galilei opdager de fire Jupitermåner der i dag omtales som de galileiske måner.
- 1782 – Den første kommercielle bank i Amerika åbner (Bank of North America).
- 1789 – USA afholder sit første præsidentvalg.
- 1877 – Ugebladet Familie Journalen udkommer for første gang.
- 1894 – W.K. Dickson modtager patentet på film.
- 1904 – Nødsignalet "CQD" vedtages, men bliver allerede afløst to år efter af "SOS."
- 1922 – Irlands parlament, Dáil Éireann, ratificerer den anglo-irske traktat med en stemmefordeling på 64-57.
- 1924 – George Gershwin færdiggør Rhapsody in Blue.
- 1927 – Det første transatlantiske telefonopkald gennemføres mellem New York og London.
- 1927   – Harlem Globetrotters spiller deres første kamp.
- 1953 – USA's præsident Harry Truman annoncerer, at USA har udviklet en brintbombe.
- 1959 – USA anerkender Fidel Castros nye regering på Cuba.
- 1977 – I Tjekkoslovakiet arresteres forfatteren Vaclav Havel og fængsles for at stå bag Charta 77.
- 1979 – Phnom Penh falder til de fremrykkende vietnamesiske tropper, og Pol Pot og De Røde Khmerer flygter.
- 1985 – Blekingegadebanden iværksætter deres plan for kidnapning af Gad Rausings søn Jörn Rausing, men opgiver få timer før selve gennemførslen
- 1990 – Det skæve tårn i Pisa bliver lukket for turister, fordi hældningen er blevet for faretruende.
- 1990 – Under titlen "Hjælp Østeuropa" afholder Danmarks Radio og TV 2 et fælles tv-show i Tivolis Koncertsal. Der bliver indsamlet 18,7 mio. kroner.
- 1999 – USA's præsident Bill Clinton bliver stillet for en rigsret, som skal afgøre, om han er værdig til at beklæde præsidentembedet.
- 2006 – DSB indfører røgfri tog overalt i landet.
- 2015 – Det franske satireblad Charlie Hebdo bliver udsat for et terrorangreb hvor 12 personer bliver dræbt.

### Født
- 1502 – Gregor 13., italiensk pave (død 1585).
- 1520 – Peder Oxe, dansk rigsråd og rigshofmester (død 1575).
- 1745 – Johan Christian Fabricius, dansk zoolog og entomolog (død 1808).
- 1800 – Millard Fillmore, USA's 13. præsident (død 1874).
- 1821 – Carl Christian Burmeister, dansk erhvervsleder (død 1898).
- 1894 – José Rozo Contreras, colombiansk komponist (død 1976).
- 1899 – Francis Poulenc, fransk komponist (død 1963).
- 1901 – George Kingsley Zipf, amerikansk lingvist og filolog (død 1950).
- 1914 – H.C. Toft, dansk politiker (død 2001).
- 1916 – Paul Keres, estisk skakstormester (død 1975).
- 1918 – Karl Eskelund, dansk journalist og rejseforfatter (død 1972).
- 1919 – Ib Geertsen, dansk maler og billedhugger (død 2009).
- 1921 – Bent Faurschou-Hviid, dansk modstandsmand (Flammen) (død 1944). – selvmord
- 1925 – Knud Hertling, dansk politiker og minister (død 2010).
- 1929 – Terry Moore, amerikansk skuespiller.
- 1935 – John Larsen, dansk skuespiller (død 1993).
- 1935   – Valeri Kubasov, sovjetisk kosmonaut.
- 1938 – Werner Wejp-Olsen, dansk tegneserietegner (død 2018).
- 1941 – Iona Brown, engelsk violinist og dirigent (død 2004).
- 1947 – Bilal Philips, sunnimuslimsk islamisk prædikant, lærer, foredragsholder og forfatter.
- 1948 – Kenny Loggins, amerikansk sanger.
- 1951 – Helen Worth, britisk skuespiller.
- 1952 – Henrik Hartmann, dansk teaterchef.
- 1955 – Peter Gæmelke, dansk landmand og præsident for Landbrugsrådet.
- 1964 – Nicolas Cage, amerikansk skuespiller.
- 1964 – Peter Frödin, dansk skuespiller.
- 1967 – Peter Reichhardt, dansk skuespiller.
- 1972 – Kamilla Bech Holten, dansk journalist og tv-vært (død 2008).
- 1985 – Lewis Hamilton, engelsk formel 1-kører.

### Dødsfald
- 1131 – Knud Lavard, dansk kongesøn (født 1096). – myrdet.
- 1743 – Anna Sophie Reventlow, dansk dronning (født 1693).
- 1854 – Ditlev Blunck, dansk maler (født 1798).
- 1879 – Ulrich Peter Overby, dansk digter og socialist (født 1819).
- 1932 – Olfert Jespersen, dansk musikdirektør (født 1863).
- 1964 – Ingeborg Steffensen, kgl. dansk operasanger (født 1888).
- 1972 – Bodil Koch, dansk politiker og minister (født 1903).
- 1988 – Trevor Howard, engelsk skuespiller (født 1913).
- 1989 – Hirohito, japansk kejser (født 1901).
- 1992 – Eilif Krogager, dansk præst og charterrejsepioner (født 1910).
- 1995 – Murray Rothbard, amerikansk nationaløkonom og politisk filosof (født 1926)
- 1998 – Richard W. Hamming, amerikansk matematiker (født 1915).
- 2006 – Heinrich Harrer, østrigsk bjergbestiger og eventyr (født 1912).
- 2008 – Philip Agee, amerikansk CIA-agent og forfatter (født 1935).
- 2010 – Benny Juhlin, dansk skuespiller (født 1925).
- 2012 – Jørgen Hartmann-Petersen, dansk arkitekt og journalist (født 1920).
- 2014 – Run Run Shaw, kinesisk mediemogul (født 1907).
- 2015 – Charb, fransk journalist (født 1967).
- 2015     – Georges Wolinski, fransk tegner (født 1934).
- 2016 – Andre Courreges, fransk modedesigner, pilot og civilingeniør (født 1923).
- 2017 – Mário Soares, portugisisk politiker (født 1924).
- 2018 – France Gall, fransk sangerinde (født 1947).
- 2019 – Moshe Arens, israelsk politiker (født 1925).
- 2019     – John Joubert, sydafrikansk komponist (født 1927).
- 2020 – Elizabeth Wurtzel, amerikansk forfatter og journalist (født 1967).
- 2021 – Michael Apted, engelsk filminstruktør, (født 1941).
- 2022 – R. Dean Taylor, canadisk soul-/popsanger (født 1939).

|  | Denne datoartikel kan blive bedre, hvis der indsættes et (bedre) billede Du kan hjælpe ved at afsøge Wikimedia Commons for et passende billede eller uploade et godt billede til Wikimedia Commons iht. de tilladte licenser og indsætte det i artiklen. |